# Semper paratus

„SEMPER PARATUS“ auf der offiziellen Flagge der U.S. Coast Guard

Semper paratus (manchmal auch nur Semper P.) ist ein lateinischer Ausdruck, der übersetzt so viel wie „allzeit bereit“ bedeutet. Er wird von einigen Organisationen als Wahlspruch verwendet, beispielsweise von der United States Coast Guard. Außerdem gibt es einen gleichnamigen Song aus dem Jahr 1928, dieser wird ebenfalls von der U.S. Coast Guard als offizielles Marschlied verwendet.

## Verwendung als Wahlspruch

### Kanada
- The Royal Hamilton Light Infantry (Wentworth Regiment) der Canadian Army[1]
- The Brockville Rifles
- Galt Collegiate Institute (GCI)

### Hongkong
- Royal Hong Kong Auxiliary Air Force (seit 1993 aufgelöst)[2]
- Hong Kong Government Flying Service

### United States
- United States Coast Guard[3]
- U.S. Army 16th Infantry Regiment, Fort Riley, Kansas.[4]
- Long Beach (California) Fire Department
- Bradford County Sheriff’s Office of Emergency Management (Starke, Florida)

### Südafrika
- Fire, Rescue and Emergency Service, Knysna